# 澳門四面佛
在澳門，澳門半島新口岸澳門國際中心和氹仔賽馬會各供奉有一座四面佛，分別座鎮南北兩地。

## 簡介
『四面佛』，泰國人稱為四面神，是用黃金鑄造。傳說原來是婆羅門敎的聖像，共有四面，分別象徵「財富」，「平安」，「權力」和「慾望」甚為靈驗，日夜皆有不少善男信女到佛前作福許願及還神，香火繚繞不絕。港澳人仕亦不遠千里前赴泰國曼谷膜拜及許願。
由於澳氹兩地的兩尊四面佛，所在位置剛好在賽馬會、博彩場所附近，自然吸引了遊客外的賭客專門前來拜祭，希望可以帶來運氣。

## 澳門半島四面佛

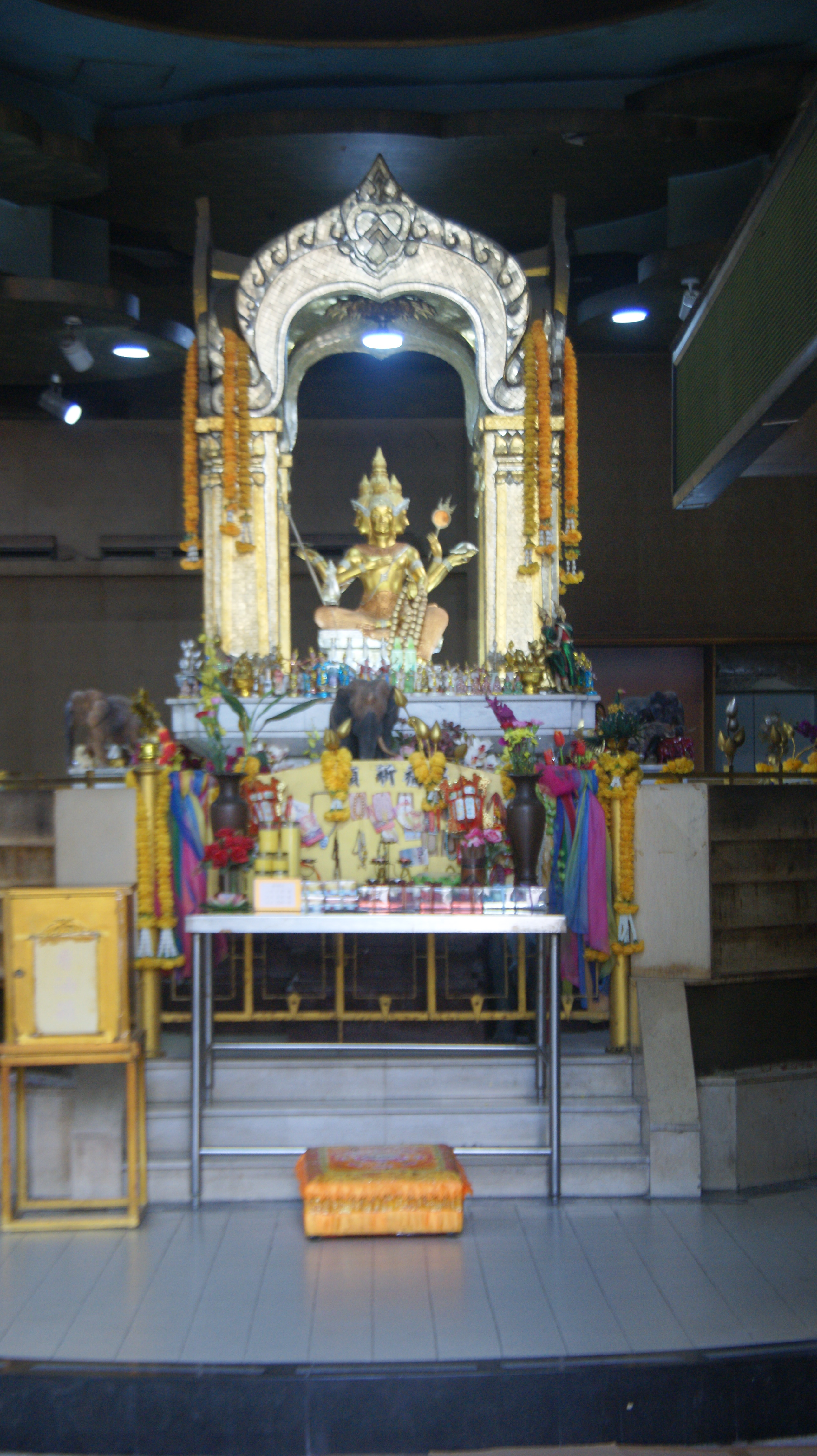
位於新口岸國際中心後門

澳門新口岸區因澳葡政府全力發展，在90年代初除回力娛樂場外，八佰伴百貨公司及澳門國際中心亦逐步營業。故國際中心懇請四面佛遠從泰國安座澳門，並重金興建金裝四面佛殿，殿內細緻雕琢媲美當地佛寺而毫不遜色，再者，殿址位置適中，鄰近港澳碼頭，除本澳居民外，亦方便旅客參拜，使新口岸成為旅遊新焦點。1992年12月20日正午12時舉行之開光大典，專程敦請泰國法師主持頌經開光，並安排傳統泰國祭神舞，以祭佛王。為了隆重其事，更邀請社會賢達包括歐安利議員、高開賢議員、梁慶庭議員及影視紅星李香琴小姐、黎小田先生、吳家麗小姐、吳雪雯小姐剪綵祝賀。此後四面佛殿會作24小時開放供以參拜，並設慈善箱讓各界善仕簽予善欵。

## 氹仔四面佛

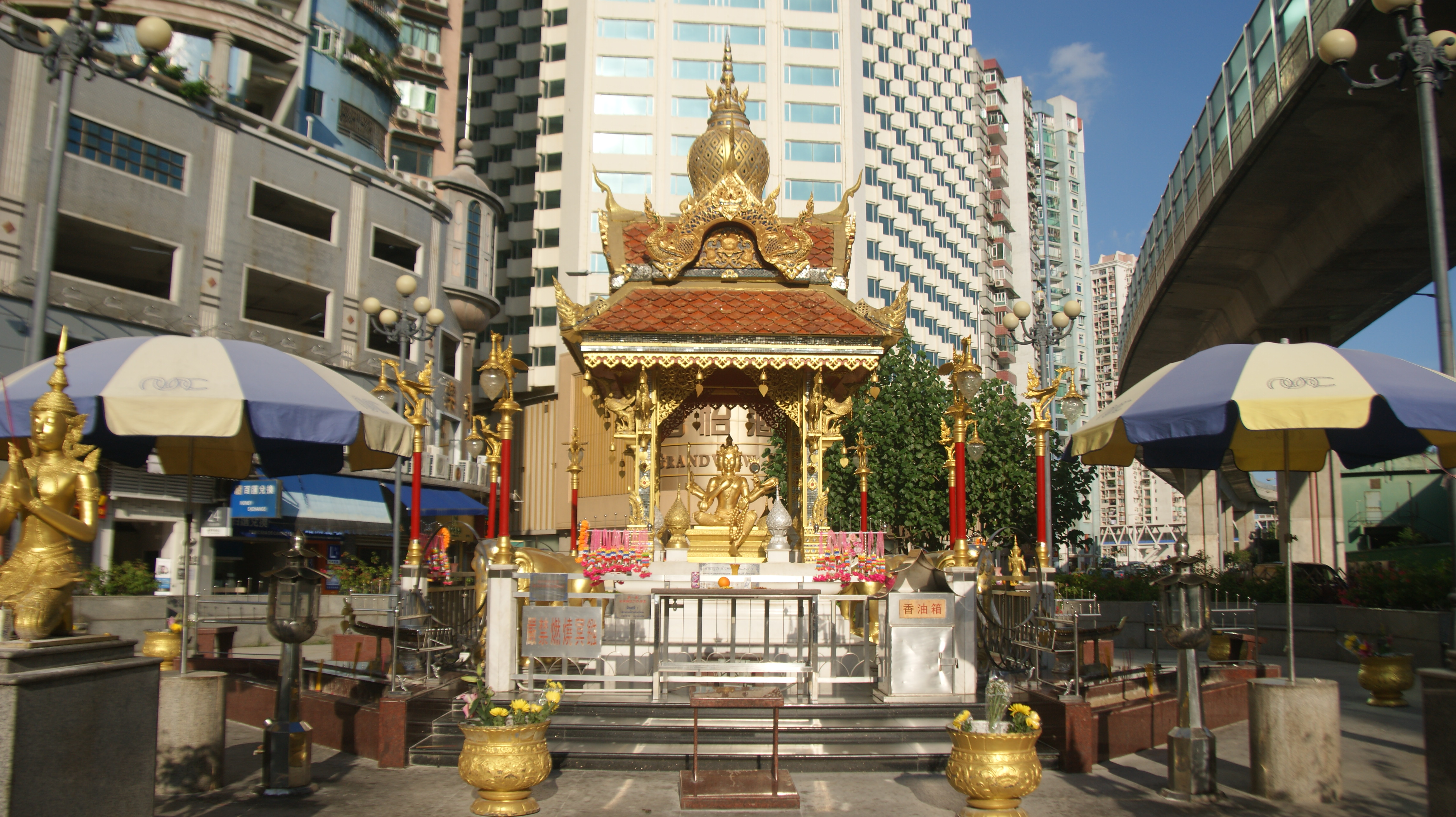
四面佛背後為君怡酒店

彷間另稱「馬會四面佛」，於1984年由泰國運來澳門，奉祀於氹仔賽馬會這處。
澳門賽馬車會主席葉漢在1982年得蒙泰國報業巨子泰叻日報東主及澳門、曼谷兩地佛敎會協助，特遣該會副董事經理葉維洲先生及保安總監趙小瑜小姐赴曼谷與當地佛門長老商洽，用黃金鑄造一尊與承奉在曼谷一模一樣的四面佛，迎來澳門，供膜拜及瞻仰。經蒙曼谷佛敎會高僧答允代為敬鑄，且已舉行過鑄造禮儀，全部過程將於年底完成。屆時經當地佛門長老主持開光儀式後，即由高僧護送來澳。馬車場專誠辟地設一如曼谷之神龕，長期承奉自遠道迎來之「四面佛」，公開給善信膜拜及遊人參觀瞻仰。
1984年8月17日自泰國用貨櫃裝好抵港轉運來澳。馬車會在馬車場大門右翼停車塲興建之神龕工程亦大致完成，馬車會經派出高層人士專程赴泰國恭迎寶像，經過隆重儀式後，由泰國佛王僧侶九人沿途護送來澳，擇日把四面佛寶像昇上神龕，全面裝飾工作約需時三天，於9月2日馬車會周年紀念時開光，公開給巿民膜拜及瞻仰。賽馬車會9月2日當日舉行「周年大賽」曁「四面佛開光」盛典。這個盛大日子，各地亦有貴賓專程來澳觀禮，澳督高斯達伉儷、五位政務司、機關首長、宗敎團體、美國領事、泰國領事及泰國報業大王潘金安均應邀蒞臨觀禮。上午10時半由9位泰國高僧採用泰國傳統儀式開始誦經請佛，11時半為四面佛進行開光盛典，由馬車會副主席葉炳仁致詞稱，對觀禮嘉賓表示謝意，為澳門、路氹帶來繁榮。致詞後，由馬車會主席葉漢，副主席葉炳仁，執行委員葉維洲，報業大王潘金安及泰國領事主持剪綵儀式，繼向四面佛參拜，開光儀式隨即開始，大撒金錢，巿民紛紛拾取，認為此乃幸運錢也。繼由泰國11人組成之音樂隊載歌載舞，儀式莊嚴隆重，佛像前人山人海，盛况空前。過程為一個半小時，儀式仿照泰國一模一樣，莊嚴隆重。下午1時開始燃放爆竹。2時進行周年大賽，杯賽共十二場。
澳門賽馬會為設於海島市馬場外四面佛旁四尊守護象開光儀式，於2001年1月5日在執行，由董事兼行政總裁梁建民主持下順利完成。開光儀式由上午10時開始，澳馬會各部門主管及多位練馬師均有到場觀禮，在梁建民主持簡單隆重的開光儀式後，由董事總經理特別助理、賽馬事務司、投注事務司及保安及人事總監逐一上香參拜，儀式於上午11時許結束。四尊新守護象為澳門賽馬會專程於泰國請得，代替原來已供奉十多年之四尊已呈損蝕的守護象。
2005年澳門賽馬會毗鄰之四面佛前地進行重建， 6月16日馬會特由泰國請來四位高僧為四面佛像主持燊佛儀式，馬會總裁梁建民亦有出席。重建工程預計需時90天，馬會已從泰國訂置一座全新四面佛供善信供奉，屆時會舉行開光儀式。經過兩個多月重建工程，較早前竣工，10月8日下午2時落成及開光，由澳門賽馬會副主席梁安琪主禮。四面佛前地重建之後，佔地與原來一樣，地面、照明系統等均重新鋪設，佛像的基座和神龕均由泰國著名設計師按照泰國的風格設計，澳門賽馬會並由泰國訂造。
「澳門四面佛寶誕慶典」，由四面佛誕慶典組委會主辦，居澳泰僑協會和澳門－泰國商會協辦，由澳門賽馬會贊助從2006年開始，每年11月9日四面佛寶誕在澳門賽馬會前地四面佛神殿舉行，儀式除了祈求世界和平外，更為澳門和泰國居民祈福。現場設有傳統泰國祭佛禮樂舞蹈表演，藉此弘揚泰國傳統文化，也凸顯了澳門宗教信仰的多元化及和諧共處的優點。
2020年由於受新冠疫情爆發的影響，泰國大師未能來澳主祭。澳門賽馬會與澳門電訊聯手，邀請在泰國曼谷大師作同步直播為吉時主祭。澳門現場則有舞蹈團酬神助興。共同祈求世界和平，澳門及泰國社會繁榮安定。希望社會共同對抗疫情，早日消災，恢復經濟。仍然尚處於防控新冠肺炎疫情階段，2021年之賀誕安排，以往由四面佛寶誕慶典組織委員會組織之大型慶典儀式，暫停1年，賀誕儀式一切從簡。在佛誕當日，參拜人士須佩戴口罩，並須保持適當社交距離，參拜後不宜逗留群聚。